# Revenge-klass
Revenge-klassen, ibland kallad Royal Sovereign-klassen eller R-klassen, bestod av fem superdreadnought-slagskepp som byggdes för Royal Navy på 1910-talet. Samtliga fartyg färdigställdes i tid för att kunna tjänstgöra i första världskriget. Det skulle ursprungligen ha byggts åtta stycken av klassen, men två av dem byggdes senare om och blev slagkryssare av Renown-klassen, medan ett tredje systerfartyg, som skulle ha fått namnet HMS Resistance, skrotades innan det togs i tjänst. Designen var baserad på den föregående Queen Elizabeth-klassen, men med minskningar i storlek och hastighet för att göra dem mer ekonomiska att bygga.
Två av fartygen, Revenge och Royal Oak, färdigställdes i tid för att delta i Skagerrakslaget under första världskriget, där de bekämpade tyska slagkryssare. De andra tre fartygen färdigställdes efter slaget, då de brittiska och tyska flottorna hade antagit mer försiktiga strategier, och som ett resultat av detta såg klassen inga fler större insatser. Under det tidiga 1920-talet deltog fartygen i det grekisk-turkiska kriget och det ryska inbördeskriget som en del av Medelhavsflottan. De opererade vanligtvis tillsammans under mellankrigstiden, inklusive perioder i Atlantflottan. Alla fem medlemmar av klassen moderniserades på 1930-talet, särskilt för att stärka deras luftvärn och eldledningsutrustning.
Fartygen användes flitigt under andra världskriget, men de användes för det mesta till sekundära uppgifter som konvojeskort och artilleriunderstöd mot markmål. Royal Oak sänktes vid sina förtöjningar i Scapa Flow i oktober 1939 av en tysk ubåt. Två andra fartyg i klassen torpederades också under kriget; Resolution, av en fransk Vichy-ubåt utanför Dakar 1940, och Ramillies, attackerad av en japansk ubåt på Madagaskar 1943;  men ingen av dem sänktes. Royal Sovereign slutade kriget i tjänst hos den sovjetiska flottan som Arkhangelsk, men hon återlämnades 1949. Vid den tiden hade även hennes tre överlevande systerfartyg skrotats. 1950 bröts också Royal Sovereign upp.

## Design och beskrivning

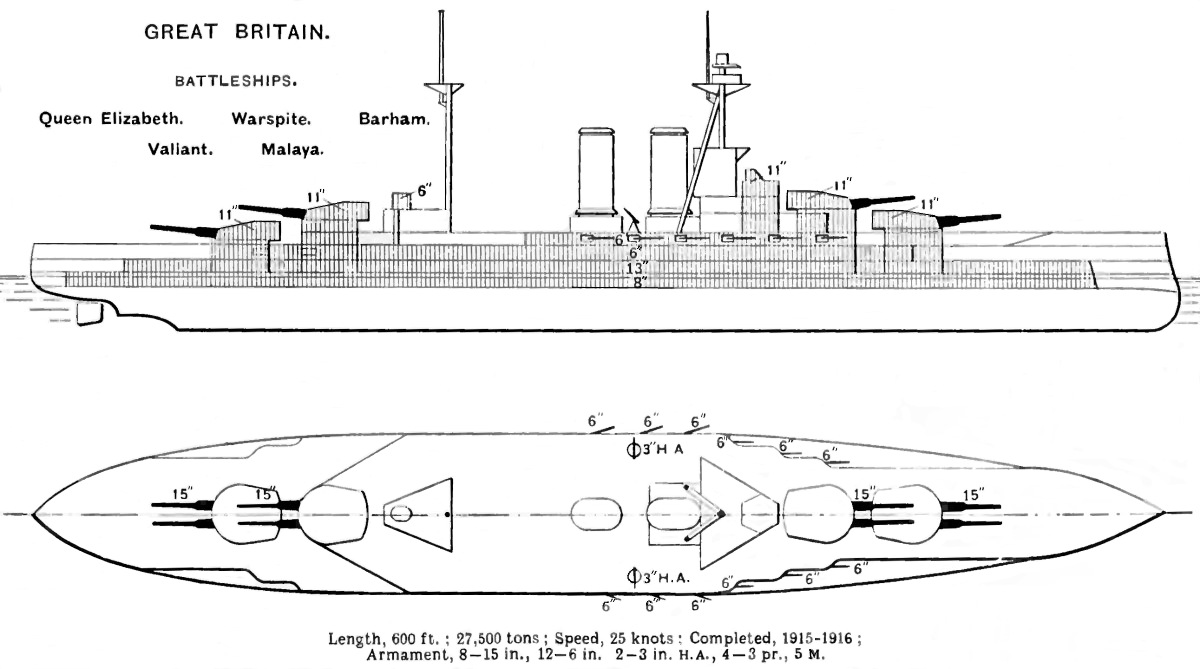
Design av Queen-Elizabeth-klassen, som var föregångaren till Revenge-slagskeppen.

I början av 1900-talet utmanade Tyskland Storbritannien i en kapprustning under ledning av amiral Alfred von Tirpitz. Som svar inledde Royal Navy ett byggprogram för att överträffa tyskarna och behålla sin dominans på haven. Från och med sjösättningen av Dreadnought 1906 hade britterna byggt eller påbörjat tjugosju slagskepp med tung bestyckning mot tyskarnas sjutton som var byggda eller på väg att byggas 1913. För att ytterligare befästa sitt försprång beställde britterna ytterligare en grupp slagskepp för 1913.
Fartygen i Revenge-klassen utformades som något mindre, långsammare och mer bepansrade versioner av de föregående slagskeppen i Queen Elizabeth-klassen. Konstruktörsstaben, som leddes av Eustace Tennyson d'Eyncourt, direktör för flottans konstruktion, hade av Amiralitetets styrelse fått i uppdrag att utveckla en version av den tidigare Iron Duke-klassen som var beväpnad med samma batteri av 15-tum (38,1 cm) kanoner som användes i Queen Elizabeths-slagskeppen, dock med samma antal som hos dem förra - tio i stället för åtta som i Queen Elizabeth-designen. Som en besparingsåtgärd var det meningen att de skulle återgå till den tidigare praxisen att använda både eldningsolja och kol, men första sjölord Jackie Fisher upphävde beslutet om kol i oktober 1914. Fartygen var fortfarande under konstruktion och konstruerades om för att använda oljeeldade pannor som ökade motorernas effekt med 9 000 axelhästkrafter (6 700 kW) jämfört med den ursprungliga specifikationen.
Den ursprungliga designen som färdigställdes av d'Eyncourts team hade endast åtta 38,1 cm kanoner, trots styrelsens begäran, eftersom han inte kunde få plats med det femte torn med två kanoner inom den angivna deplacementgränsen. Styrelsen föreslog trippeltorn för att lösa viktproblemet, men d'Eyncourt påpekade att det inte fanns någon lämplig konstruktion, vilket skulle fördröja konstruktionen avsevärt. Han var också emot idén eftersom en enda träff på ett torn skulle göra fler kanoner odugliga. Som ett resultat av detta godkände styrelsen d'Eyncourts förslag den 31 mars 1913.

### Generella egenskaper och framdrivningssystem

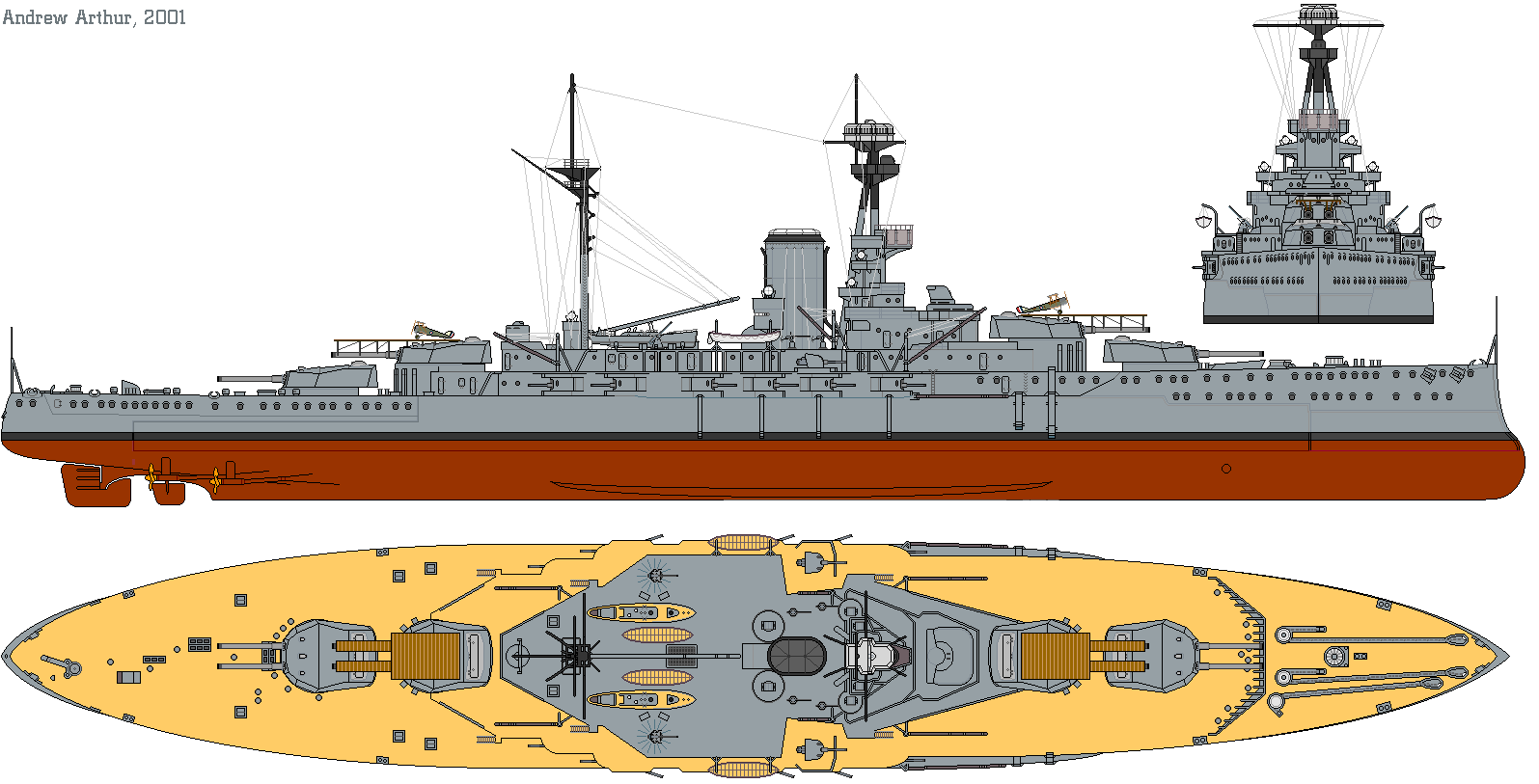
En ritning av hur HMS Revenge såg ut 1916.

Fartygen i Revenge-klassen var 187,3 meter långa vid vattenlinjen och hade en total längd på 189,2 meter. De hade en bredd på 27 meter (som ökades till 30,9 meter med tillägg av torpedskott) och ett djupgående på 9,4 meter. De hade ett normalt deplacement på cirka 28 449 ton och 31 700 ton vid fullast. Motsvarande siffror för de fartyg som var utrustade med ett torpedskott var cirka 30 481 ton eller 33 326 ton. Fartygets metacentriska höjd var 1,0 meter vid fullast,och 1,6 meter med torpedskott.
Besättningen bestod av 909-940 officerare och värnpliktiga 1917, men i början av 1920-talet hade besättningen ökat till 1012-1240 personer. Varje slagskepp medförde ett antal mindre båtar, inklusive en mängd olika ång- och segelpinasser, ångbåtar, kuttrar, valfångstbåtar, jollar och flottar. Dessa hanterades av fem lastbommar. Fartygen var utrustade med åtta strålkastare, fyra på bryggan, två vid basen av skorstenen och två på den efterföljande överbyggnaden.
De drevs av två uppsättningar Parsonturbiner som var och en drev två axlar med trebladiga propellrar och använde ånga från 18 Babcock & Wilcox-pannor med ett arbetstryck på 235 psi (1620 kPa; 17 kgf/cm2) i alla utom Resolution och Royal Oak, som fick pannor tillverkade av Yarrow. Pannorna kanaliserades till en enda skorsten. Turbinerna var indelade i tre vattentäta skott som var placerade sida vid sida; lågtrycksturbinerna som drev det inre axelparet fanns tillsammans i det mittersta maskinrummet, medan högtrycksturbinerna på utsidan fanns i rummen på vardera sidan.
Turbinerna var dimensionerade till 40 000 hästkrafter (30 000 kW) och skulle ge fartygen en maximal hastighet på 23 knop (43 km/h), även om Revenge endast nådde en toppfart på 21,9 knop (40,6 km/h) från 41 938 shp (31 273 kW) under sina sjötester den 24 mars 1916. De andra medlemmarna i klassen hade liknande prestanda, och endast Royal Oak nådde 22 knop (41 km/h) under provturerna. Ramillies med sitt torpedskydd nådde 21,4 knop (39,6 km/h) med 42 383 shp (31 605 kW) under sina sjötester den 20 september 1917, vilket var mindre än en halv knop långsammare än de andra fartygen. Bränslekapaciteten uppgick till 900 ton eldningsolja och 3 500 ton kol enligt designen, men vid ombyggnaden till enbart oljeeldade pannor var lagringskapaciteten 3 400 ton olja. Detta gjorde det möjligt för fartygen att färdas 7 000 nautiska mil (13 000 km) vid en marschfart på 10 knop (19 km/h), vilket sjönk till 2 700 nautiska mil (5 000 km) vid full fart.

### Bestyckning och eldledningsystem

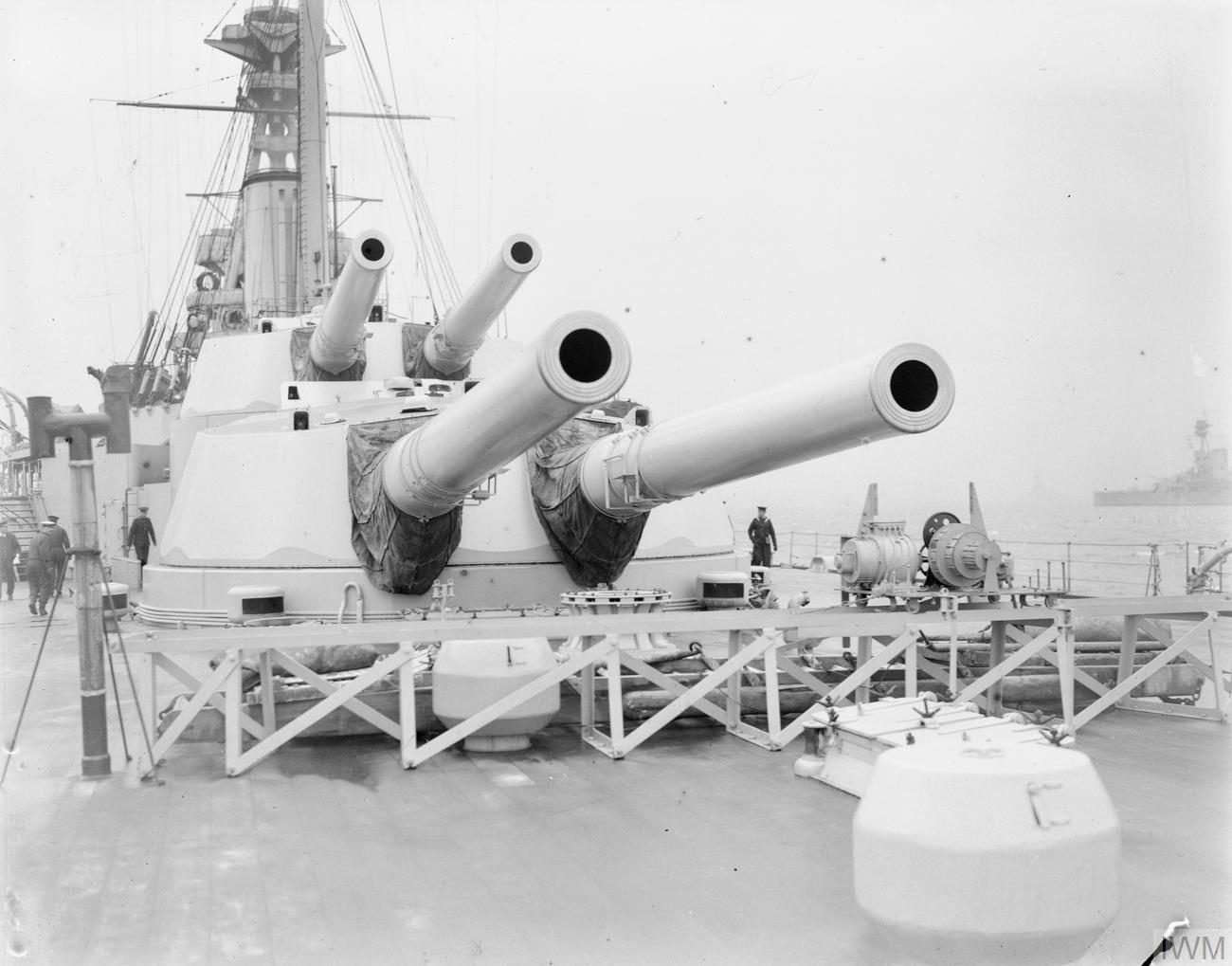
Royal Oaks bakre kanontorn.

Revenge-klassen var utrustad med åtta 15-tums (38,1 cm) Mk I-kanoner med slutstycke (BL) i fyra dubbla torn, i två par för och akter om överbyggnaden, med beteckningarna "A", "B", "X" och "Y" framifrån och bakåt. Kanonerna hade ursprungligen åttio patroner per kanon, men magasinen modifierades senare för att tillåta upp till hundra patroner per kanon. Fartygen bar kanonerna i Mk I-torn som möjliggjorde höjning till 20 grader och sänkning till -5 grader. Kanonerna kunde laddas i vilken vinkel som helst, men besättningarna återvände vanligtvis till +5 grader, eftersom kanonerna kunde rensas snabbare på det sättet. De avfyrade projektiler på 875 kg med en mynningshastighet på 750 m/s till ett avstånd på 22 332 meter. Deras designade eldhastighet var ett skott var 36:e sekund.
Fartygets sekundära batteri bestod av fjorton BL 6-tums (15,2 cm) Mk XII-kanoner, varav tolv var monterade i kasematter längs fartygets bredsida mittskepps, medan det återstående paret var monterat på skyddsdäcket och skyddades av kanonsköldar. Kasemattkanonerna flyttades längre akterut från fören för att minska tendensen att kanonportarna skulle bli våta vid svår sjö, ett problem som man stötte på med både Iron Duke- och Queen Elizabeth-klasserna. Kanonerna hade en mynningshastighet på 861 m/s från sina 45 kg tunga projektiler. Vid sin maximala höjd på 15 grader hade de en räckvidd på 12 400 meter.
Fartygen hade också fyra 3-pundiga kanoner (47 millimeter). Deras luftvärnsbeväpning bestod av två snabbskjutande (QF) 3-tums (7,6 cm) 20 cwt Mk I kanoner. De var utrustade med fyra nedsänkta 53,3 cm torpedtuber, två på varje bredsida. Varje fartyg var försett med totalt tjugoen torpeder av typerna Mk II, Mk IV och MK IVHB.
Flygdäck monterades på alla fartyg på taket av B- och X-tornen 1918. Fartygen bar tillsammans två jaktplan och åtta spaningsflygplan. Dessa plattformar togs bort när fartygen renoverades i början av 1930-talet. Resolution utrustades kortvarigt med en flygplanskatapult på halvdäck i början av 1930 och Royal Sovereign hade en 1933-1936. Alla fartyg utom Revenge och Royal Sovereign var utrustade med en katapult ovanpå X-tornet i mitten av 1930-talet. Resolution behöll sin till slutet av 1942 eller början av 1943.

### Pansar
Fartygens bältpansar bestod av Krupps cementerade pansar (KC) som var 330 mm tjockt mellan A och Y barbetterna och tunnades ut till 102-152 mm mot fartygets ändar, men nådde inte fram till vare sig fören eller aktern. Över detta fanns ett 150 mm tjockt pansarband som sträckte sig mellan A och X barbetterna. Tvärgående skott med en tjocklek på 100-150 mm löpte i en vinkel från ändarna av den tjockaste delen av bältpansaret till A och Y barbetterna. Kanontornen var skyddade av 279-330 mm KC-pansar, med undantag för torntaken som var 121-127 mm tjocka. Barbetterna varierade i tjocklek från 152-254 mm ovanför det övre däcket, men var endast 100-150 mm tjocka under det. Fartygen i Revenge-klassen hade flera pansrade däck som var mellan 25 och 102 mm tjocka. Huvudmasten hade 280 mm pansar på sidorna med ett 75 mm tjockt tak. Efter Skagerrakslaget lades 25 mm höghållfast stål till på huvuddäcket över magasinen.

#### Torpedskott
Direktören för flottans konstruktion i mars 1915 beslutade att bygga ut Ramillies för att förbättra hennes överlevnadsförmåga mot sjöminor och torpeder, vilket gjorde det till det första stora örlogsfartyget i världen som fick torpedskott. Tester hade visat att en utbuktning fylld med ihåliga rör avsevärt minskade effektiviteten hos en torpedstridsspets. Den utbuktning som var placerad på Ramillies skrov var 67,1 meter lång och 2,21 meter hög. Den var uppdelad i två vattentäta skott där den övre och den nedre inre avdelningen var fyllda med 229 mm långa "crush"-rör av stål med ändar som var försedda med träspjäll. De var avsedda att absorbera kraften från en undervattensdetonation och förhindra att splitter tränger in i det inre torpedskottet. Det vattentäta ytterfacket var också uppdelat längdled, men det var tomt för att låta kraften från detonationen spridas ut. Utbuktningens form ökade fartygets bredd till 31,2 meter, minskade dess djupgående med cirka 30,5 cm och ökade dess deplacement med ton 2 500 ton.

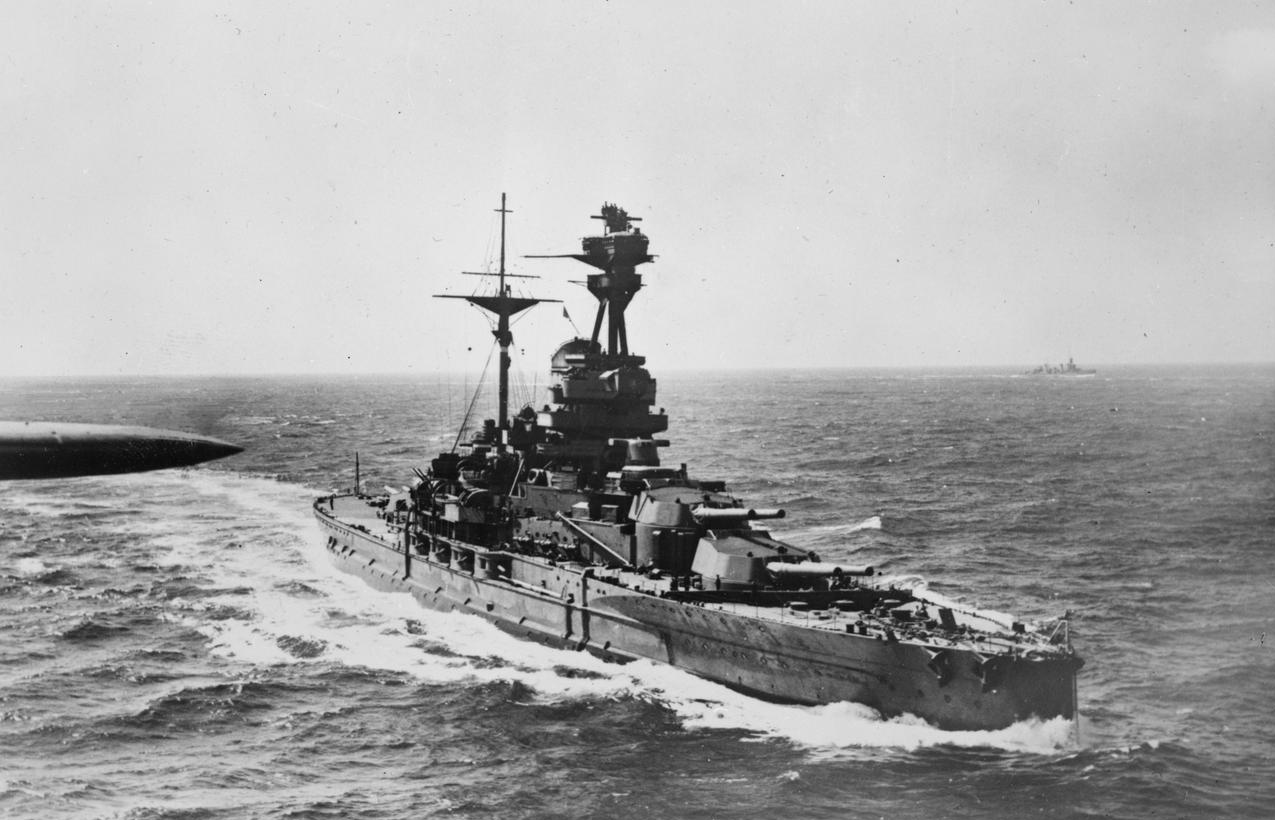
Revenge till havs 1940.

Resolution och Revenge utrustades 1917-1918 med en annan form av utbuktning som skulle förbättra deras stabilitet och skydd. I den här togs krossröret bort för att spara vikt vilket resulterade i ett enda vattentätt fack. Den var uppdelad i ett övre och ett undre fack, varav det övre fylldes med en blandning av betong och trä medan det undre var tomt. Utbuktningen ökade deras bredd till cirka 30,9 meter, minskade deras djupgående med 41 cm och ökade deras deplacement med 1 526 ton 1 550 t.
En annan form av torpedskott installerades ombord på Royal Sovereign under ombyggnaden 1920-1924. Baserat på den föregående formen förstorades det övre facket så att det sträckte sig över vattenlinjen och krossrör ersatte betong- och träblandningen. Denna vägde ton 1 498 ton. Rapporter hade inkommit från de utbuktade fartygen om överdriven rullning och Admiralty Experiment Works genomförde experiment för att fastställa den bästa formen av en utbuktning för att eliminera problemet i kombination med förbättrade kölar. Royal Oak var det enda fartyget i klassen som vid denna tidpunkt saknade en utbuktning. När de monterades under ombyggnaden 1922-1924 var hennes utbuktningar mestadels tomma, även om deras nedre fack delvis var fyllda med vatten. De sträckte sig också mycket längre upp på fartygssidan. Denna form av utbuktning ökade hennes metacentriska höjd till 1,7 meter. Ramillies utbuktningar modifierades under hennes 1926-1927 till en form som var mycket lik Royal Oaks. Alla hennes krossrör togs bort, utom de som fanns bredvid magasinen. Resolution fick betong- och träblandningen borttagen från sin utbuktning och det nedre facket delvis fyllt med vatten under sin ombyggnad 1929-1931; detsamma gjordes för Revenge under sin ombyggnad 1931.

## Skepp i klassen
| Namn                | Fartygsnummer | Varv                    | Påbörjad         | Sjösatt          | Levererad        | Öde                                                                                 |
| ------------------- | ------------- | ----------------------- | ---------------- | ---------------- | ---------------- | ----------------------------------------------------------------------------------- |
| Revenge (ex-Renown) | 06            | Vickers                 | 22 december 1913 | 29 maj 1915      | 1 februari 1916  | Skrotad i Inverkeithing, 1948                                                       |
| Resolution          | 09            | Palmers                 | 29 november 1913 | 14 januari 1915  | 30 december 1916 | Skrotad i Faslane, 1949                                                             |
| Royal Oak           | 08            | HM Dockyard, Devonport  | 15 januari 1914  | 17 november 1914 | 1 maj 1916       | Sänkt i Scapa Flow, oktober 1939                                                    |
| Royal Sovereign     | 05            | HM Dockyard, Portsmouth | 15 januari 1914  | 29 april 1915    | 18 april 1916    | Överförd till den sovjetiska flottan som Arkhangelsk; skrotad i Inverkeithing, 1949 |
| Ramillies           | 07            | W. Beardmore            | 12 november 1913 | 12 juni 1916     | 1 september 1917 | Skrotad i Troon, 1949                                                               |
| Resistance          | i.u.          | HM Dockyard, Devonport  | i.u.             | i.u.             | i.u.             | Avbeställd i augusti 1914                                                           |
| Renown              | i.u.          | i.u.                    | i.u.             | i.u.             | i.u.             | Ombyggd till en Renown-klass slagkryssare                                           |
| Repulse             | i.u.          | i.u.                    | i.u.             | i.u.             | i.u.             | Ombyggd till en Renown-klass slagkryssare                                           |

## Tjänstgöring

### Första världskriget

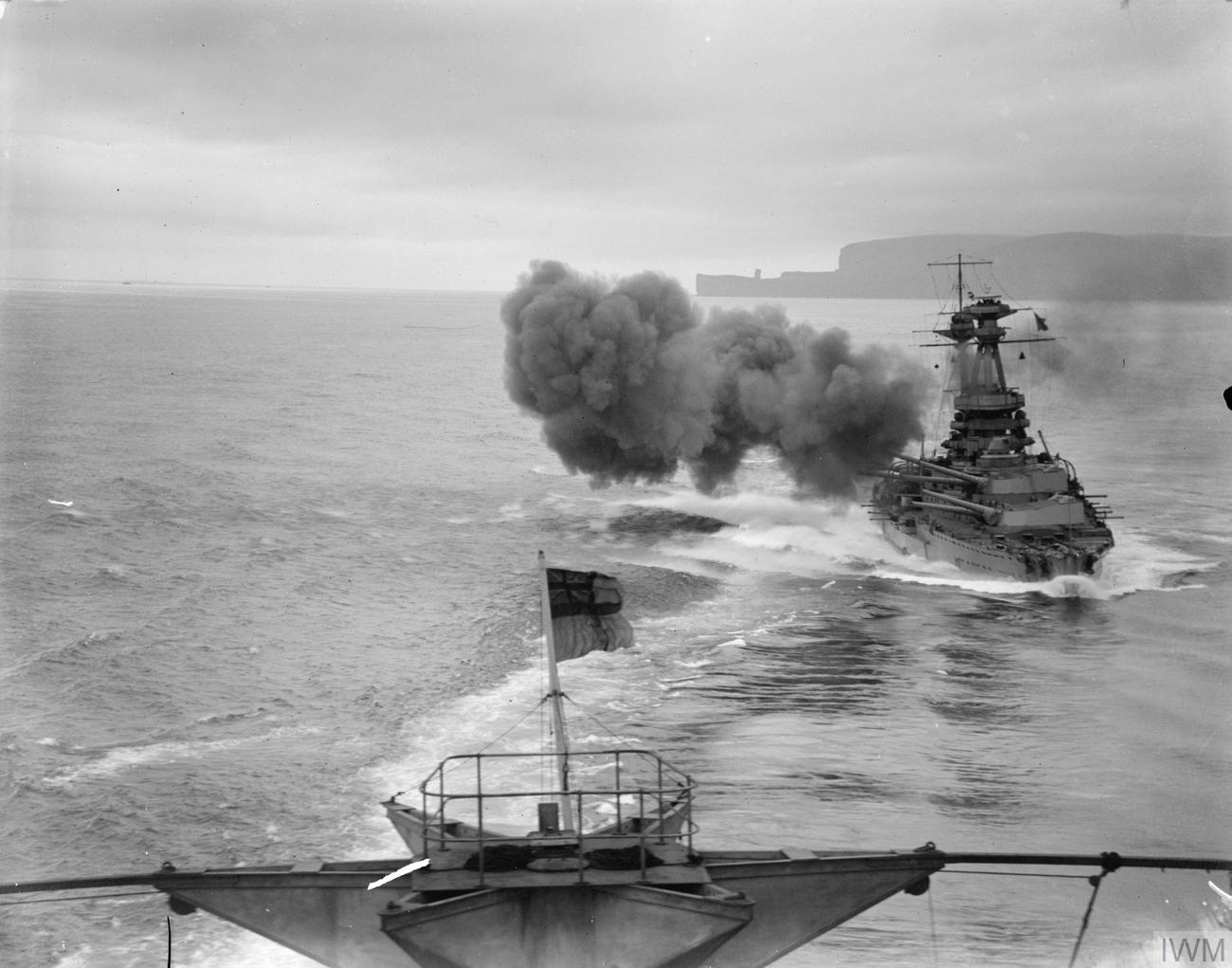
Royal Oak avfyrar en bredsida under första världskriget.

I maj 1916 togs tre fartyg i klassen i tjänst: Revenge, Royal Sovereign och Royal Oak. Revenge tilldelades 6:e divisionen i 1:a stridsskvadronen (BS), Grand Fleet, medan Royal Oak inledningsvis tjänstgjorde i 3:e divisionen, 4:e stridsskvadronen. Royal Sovereign lämnades i hamn när flottan gick ut för att möta den tyska högsjöflottan utanför Jyllands kust i slutet av maj, eftersom hennes besättning inte hade hunnit bli fullt ut tränad vid det laget. Under Skagerrakslaget angrep både Revenge och Royal Oak tyska slagkryssare och Revenge skadade två av dem - SMS Derfflinger och SMS Von der Tann - medan Royal Oak träffade en tredje - SMS Seydlitz. Revenge tvingades vända bort för att undvika torpeder som skadade hennes eskaders flaggskepp och gjorde att hennes eskader förlorade kontakten med resten av flottan. Royal Oak stannade kvar hos huvudflottan under hela striden. Båda fartygen kom ut ur striden oskadade.
Alla tre fartygen var närvarande vid striden den 19 augusti 1916, men både den brittiska och den tyska flottan drog sig tillbaka innan de kunde gå i direkt strid med varandra, eftersom britterna hade förlorat ett par lätta kryssare till tyska ubåtar och tyskarna hade fått ett slagskepp skadat av en brittisk ubåt. I slutet av året hade Resolution anslutit sig till flottan, som vid den tidpunkten reducerades till att patrullera i norra Nordsjön eftersom båda sidor övergick till försiktigare krigföring eftersom hotet från undervattensvapen var för stort för att riskera en ny större flottaktion som vid Skagerrak. Ramillies togs inte i bruk förrän i slutet av 1917, eftersom hon hade skadats svårt under sjösättningsceremonin, vilket försenade färdigställandet avsevärt. Men under den långa perioden av reparationer och upprustning beslöt flottan att experimentera med att installera torpedskydd för att förbättra hennes förmåga att motstå skador under vattnet. Utbuktningarna visade sig vara en framgång, eftersom de inte bara ökade hennes defensiva egenskaper utan även förbättrade stabiliteten, samtidigt som de inte hade någon betydande negativ inverkan på hennes hastighet; som ett resultat av detta lades de senare till på de andra medlemmarna i klassen under ombyggnader efter kriget.
Efter att tyska styrkor började attackera brittiska konvojer till Norge i slutet av 1917 började Grand Fleet skicka en stridsskvadron för att täcka dem, vilket fick tyskarna att försöka ligga i bakhåll och förstöra den isolerade skvadronen i april 1918. Tysk radiotystnad hindrade britterna från att få reda på operationen i förväg, vilket de hade gjort vid Skagerrak, även om felaktiga tyska underrättelser inte gav konvojens rätta datum. När britterna förstod att tyskarna var till sjöss hade Högsjöflottan dragit sig tillbaka tillräckligt långt söderut så att Grand Fleet inte kunde fånga dem. Den 21 november, efter vapenstilleståndet, lämnade hela Grand Fleet hamnen för att eskortera den kapitulerade tyska flottan till Scapa Flow.

### Mellankrigstiden

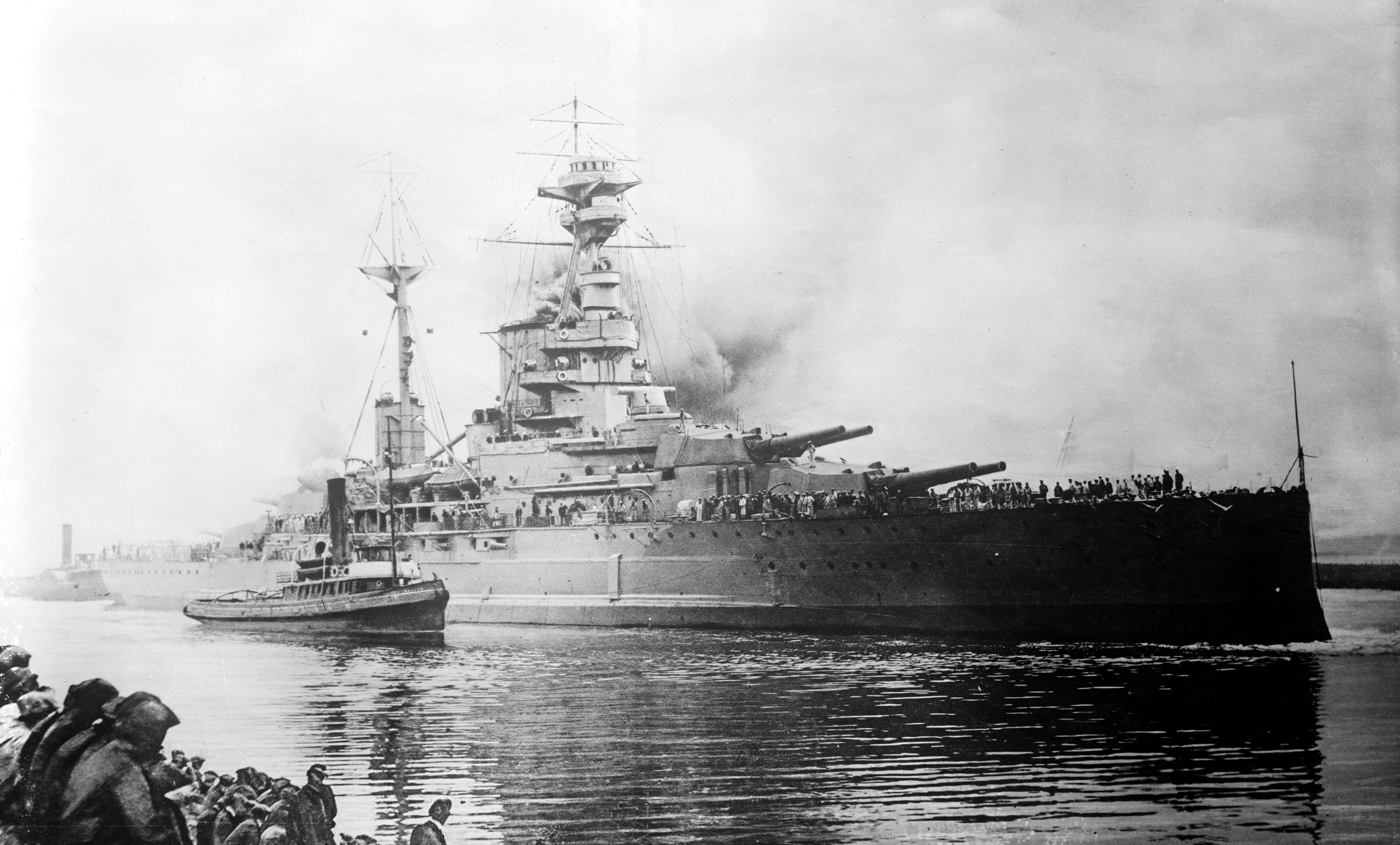
Ramillies under mellankrigstiden.

Under 1920- och 1930-talen opererade slagskeppen i Revenge-klassen tillsammans och växlade mellan Atlantflottan och Medelhavsflottan, vanligtvis i utbyte mot de fem fartygen i Queen Elizabeth-klassen. När fartygen tjänstgjorde i Medelhavsflottan i början av 1920-talet deltog de i det grekisk-turkiska kriget och det ryska inbördeskriget. Fyra av fartygen (alla utom Resolution) landsatte Royal Marines för att delta i ockupationen av Konstantinopel i mars 1920. Under juni och juli deltog fartygen i striderna i det osmanska riket som höll på att kollapsa; Ramillies och Revenge besköt turkiska trupper runt Izmir i juni och båda fartygen, tillsammans med Royal Sovereign, hjälpte till vid grekiska landstigningar på andra håll i Turkiet. I juli deltog Royal Sovereign också i flykten av vita emigranter som flydde från Röda armén i Sovjetunionen. Under denna period opererade Resolution främst i Svarta havet, inklusive en period i Batumi i södra Ryssland.
När Revenge-fartygen rustades upp under 1920-talet togs deras 15,2 cm kanoner på fördäck bort och de bytte ut sina två 7,6 cm luftvärnskanoner mot QF 10,2 cm Mk V-kanoner, ytterligare ett par Mk V-kanoner lades till senare. Varje fartyg fick en luftvärnskontrollposition med en 3,7 m avståndsmätare på sin förmast, utom Revenge som istället utrustades med ett luftvärnsdirektörssystem HACS Mk I-system. Dessutom förbättrades torpedkontrollarrangemangen och utrustades med 3,7 meter avståndsmätare.
Efter en tid i Atlantflottan 1921 återvände fartygen kortvarigt till Medelhavet i september 1922 under en kris i Smyrna som kulminerade i förstörelsen av Smyrna när det grekisk-turkiska kriget tog slut. Fartygen återvände till Atlantflottan i november. 1924 rammade Resolution av misstag ubåten HMS L24 och sänkte den under en övningar och dödade alla ombord. Royal Oak var inblandat i det så kallade "Royal Oak-myteriet", mellan dess befälhavare, kapten Kenneth Dewar och befälhavare Henry Daniel, som också var officer ombord på fartyget, och konteramiral Bernard Collard, befälhavare för första stridsskvadronen. Situationen löstes slutligen genom att amiral Sir Roger Keyes avsatte alla tre från sina poster.
Fartygen stannade kvar i Atlanten fram till 1927, då de återigen förflyttades till Medelhavet. Revenge-skeppen och Queen Elizabeth-fartygen bytte återigen plats 1935, och de fem fartygen i Revenge-slagskeppen var närvarande vid George VI:s kröningsfest den 20 maj 1937. Under hela denna period genomgick fartygen upprepade ombyggnader då luftvärnsutrustningen uppgraderades så att varje fartyg hade ett par HACS Mk III-system i stället för sina luftvärnskontrollpositioner, med undantag för Ramillies som fick Mk I-avståndsmätare, och QF 10,2 cm Mk XVI luftvärnskanoner i dubbla fästen ersatte de enkla Mk V-kanonerna. De fick också lätta luftvärnskanoner för första gången i form av två fyrdubbelt monterade tvåpundiga (40 mm) Mk VIII "pom-pom"-kanoner, var och en med egna avståndsmätare, och ett par fyrdubbla Vickers 12,7 mm kulsprutor. De nedsänkta torpedtuberna togs bort liksom all torpedkontrollutrustning. Royal Oak var undantaget, eftersom hennes undervattenstorpedtuber ersattes av tuber ovanför vattnet. Hon var också det enda fartyget som fick ytterligare pansar när 10 mm plattor lades till på däcket över magasinen och 64 mm över maskinrummen. Denna bepansring ökade hennes deplacement med 910 ton. Royal Sovereign-klassen fick dock inte samma omfattande ombyggnader som vissa av fartygen i Queen Elizabeth-klassen, eftersom moderniseringsprogrammet avbröts när andra världskriget bröt ut 1939. Kriget avbröt också en plan att lägga till samma pansar till Royal Sovereign och Ramillies.

### Andra världskriget

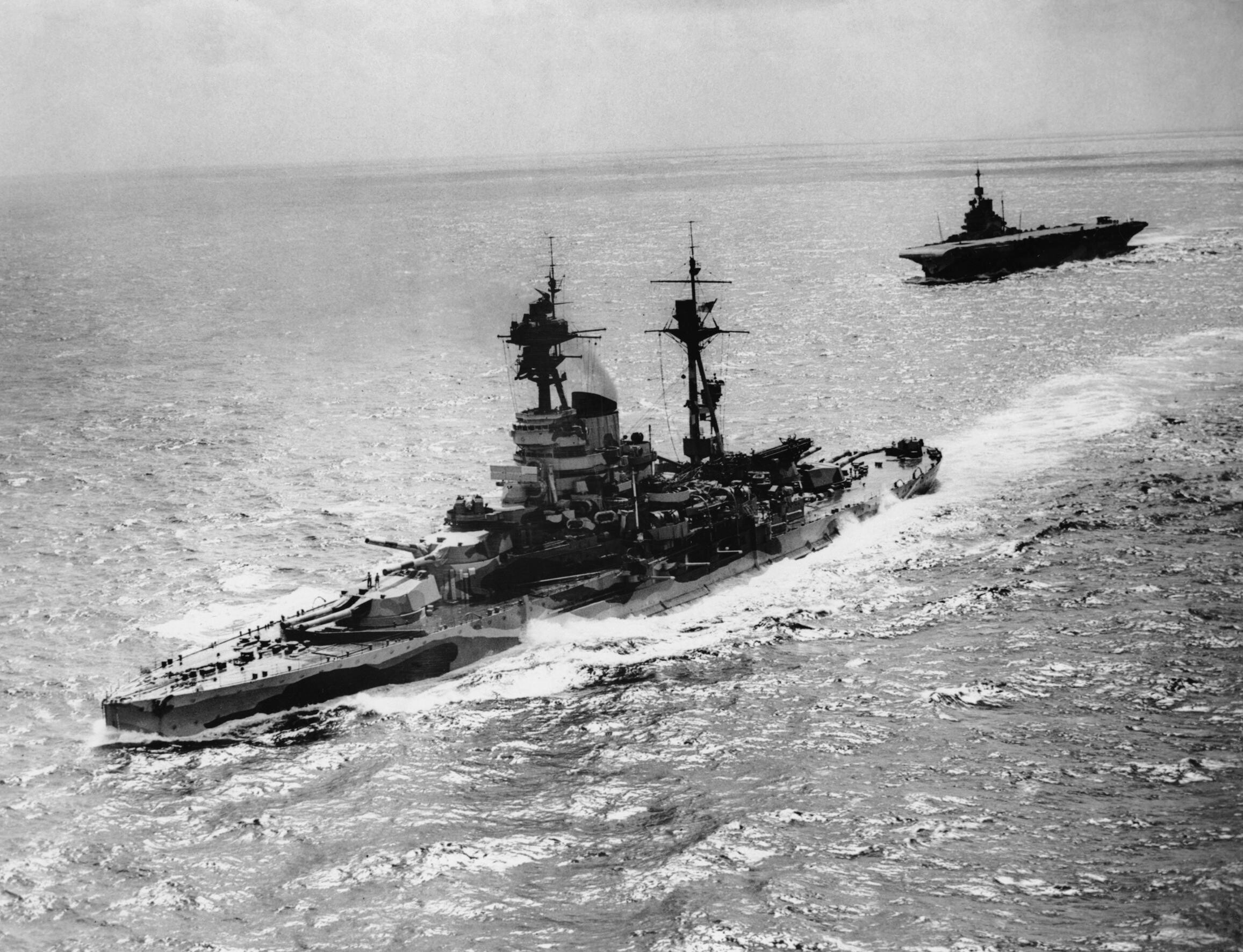
Resolution och hangarfartyget Formidable i Indiska oceanen 1942–1943.

När kriget började i augusti 1939 placerades Revenge och Resolution i Channel Force med bas i Portland, medan Royal Sovereign tjänstgjorde i hemflottan. Ramillies befann sig vid den här tiden i Alexandria i Egypten, där hon stannade till början av oktober, då hon skickades ut för att söka efter den tyska tunga kryssaren Admiral Graf Spee i Indiska oceanen. Samtidigt skickades också Resolution och Revenge till South Atlantic Command för att delta i jakten på Admiral Graf Spee, men innan de kom dit skickades de till North Atlantic Escort Force för att eskortera konvojer från Storbritannien till Kanada. De transporterade guldtackor till Kanada för att skydda dem från hotet om ockupation. Royal Oak stannade kvar i Scapa Flow under denna period. Den 14 oktober bröt ubåten U-47 igenom hamnförsvaret och torpederade Royal Oak, sänkte henne vid sin förtöjning och dödade 833 personer. Ramillies skyddade truppkonvojer från Australien till Egypten, inklusive de som transporterade den andra nyzeeländska expeditionsstyrkan och den andra australiska imperiestyrkan i slutet av 1939 och början av 1940.
Resolution deltog i försvaret av Norge och deltog i slaget om Narvik i april 1940. Följande månad träffades hon av en tysk bomb, men skadades inte allvarligt. I maj tilldelades Ramillies Medelhavsflottan i väntan på Italiens inträde i kriget. Följande månad hade Resolution anslutit sig till Force H, och den 3 juli deltog hon i attacken på Mers-el-Kebir. Efter den italienska krigsförklaringen besköt Ramillies italienska positioner i italienska Libyen i mitten av augusti. I september seglade Resolution söderut till Dakar med Force H för att neutralisera franska örlogsfartyg där, men under slaget om Dakar torpederades hon och skadades svårt av en fransk ubåt. I oktober besköt Revenge hamnen i Cherbourg i det ockuperade Frankrike för att förstöra tyska förnödenheter som samlades för den planerade invasionen av Storbritannien, Operation Seelöwe. Ramillies var med i den konvoj som attackerades av italienska krigsfartyg under slaget vid Kap Spartivento i slutet av november, men hon var inte inblandad i striden.
Krigstida modifieringar av slagskeppen begränsades i allmänhet till att förstärka deras däckspansar, deras luftvärn och till att lägga till radar. Varje fartyg fick ett par fyrdubbla 40 mm kanoner och mellan 10 (Revenge och Resolution) och 42 (Royal Sovereign) 20-millimeters Oerlikon-kanoner. Radarsystem monterades från och med 1941. Pansarplattor med en tjocklek på 51 mm lades till över magasinen på Resolution, Royal Sovereign och delvis på Ramillies 1941-1942. För att öka de tillgängliga hytterna för den kraftigt utökade krigsbesättningen togs de fyra främre sex-tums kanonerna bort från varje fartyg 1943, utom Resolution som bara förlorade två kanoner.

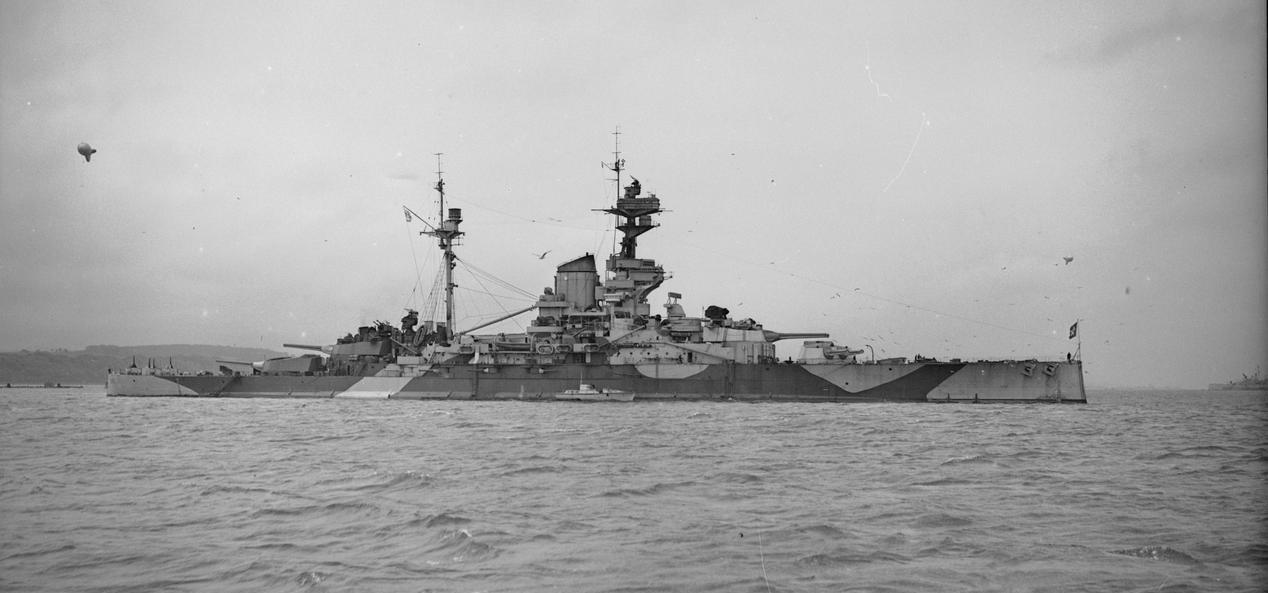
Royal Sovereign som Arkhangelsk i sovjetisk tjänst.

I slutet av 1940 återgick Revenge och Royal Sovereign till konvojeskorttjänst i Nordatlanten, och Ramillies anslöt sig till dem i januari 1941 efter att ha avslutat en ombyggnad. Under denna period avskräckte Ramillies de två tyska slagskeppen i Scharnhorst-klassen från att attackera en konvoj som hon eskorterade. Revenge och Ramillies var till sjöss under Operation Rheinübung, utbrytningen av det tyska slagskeppet Bismarck i maj och de deltog i jakten på fartyget, men hittade det inte. Resolution tillbringade en stor del av 1941 med att befinna sig i reparationer, först i Freetown i Sydafrika och sedan i USA. I slutet av året beslutade amiralitetet att skicka de fyra fartygen i Revenge-klassen till Fjärran Östern som den tredje stridsskvadronen i väntan på ett krig med Japan. De anlände i början av 1942, då japanerna redan hade förklarat krig och tillfogat de allierade länderna i regionen en rad nederlag. Fartygen flydde före den japanska räden mot Ceylon, eftersom de inte kunde mäta sig med det japanska hangarfartygsflyget. Slagskeppen opererade därefter främst utanför Afrikas kust och eskorterade truppkonvojer. Ramillies var med under slaget vid Madagaskar i maj, där hon torpederades av en japansk ubåt. Hon reparerades först i Durban i Sydafrika och sedan i Devonport.
I slutet av 1943 återkallades Revenge och Resolution till Storbritannien på grund av sitt dåliga skick. Det förstnämnda fartyget transporterade premiärminister Winston Churchill en del av vägen till Teherankonferensen i november och december medan det sistnämnda fartyget genomgick en ombyggnad. Båda fartygen togs sedan ur bruk och tilldelades Portsmouth Command; Resolution anslöt sig till utbildningsanstalten HMS Imperieuse, medan Revenge förblev utanför tjänst. I januari 1944 återkallades även Royal Sovereign och Ramillies; Ramillies ombyggdes och tilldelades eldunderstödsstyrkan för invasionen av Normandie; Revenge och Resolution avväpnades för att tillhandahålla extra eldrör för detta arbete. Royal Sovereign överfördes till den sovjetiska flottan som Arkhangelsk för att förstärka den flotta som eskorterade konvojer till Sovjetunionen i Norra ishavet. Revenge och Resolution såldes för skrotning 1948 och demonterades vid Inverkeithing respektive Faslane. Ramillies gick till skrotningsvarvet i Cairnryan, också 1948. Royal Sovereign återbördades till Storbritannien 1949 i dåligt skick till följd av dåligt underhåll i sovjetisk tjänst; hennes torn hade fastnat och mycket av hennes utrustning var oanvändbar. Som sista överlevande medlem av klassen såldes hon för skrot samma år och skrotades vid Inverkeithing. Royal Sovereign återbördades till Storbritannien 1949 i dåligt skick till följd av dåligt underhåll i sovjetisk tjänst; hennes torn hade fastnat och mycket av hennes utrustning var oanvändbar. Som sista överlevande medlem av klassen såldes hon för skrot samma år och skrotades vid Inverkeithing.